# Rheinischer Revisions- und Kassationshof
Am 15. Juli 1819 wurde in Berlin der Rheinische Revisions- und Kassationshof als oberster Gerichtshof für die preußischen Rheinprovinzen eröffnet. Erster Chefpräsident war Christoph Wilhelm Heinrich Sethe. Der Gerichtshof bestand bis 1852. Seine Zuständigkeit ging an das 1850 neu geschaffene Preußische Obertribunal über.
Die Richter wandten französisches Recht an, das in den linksrheinischen Gebieten Preußens nach dem Ende der französischen Herrschaft als „rheinisches Recht“ beibehalten worden war.